# 1582
1582 (MDLXXXII) var ett normalår som började en måndag i den julianska kalendern. I den gregorianska kalendern, som antogs detta år, följde slutet av året mönstret för normalår som börjar en fredag.
I bland annat de flesta italienska stater, Polen och Spanien infördes den gregorianska kalendern så att torsdagen den 4 oktober följdes av fredagen den 15 oktober. En del länder, såsom Belgien och Frankrike, bytte kalender senare detta år.
I många delar av världen behöll man den julianska kalendern längre och inte förrän 1929 hade hela världen övergått till den gregorianska, och vissa ortodoxa trossamfund använder den fortfarande.

## Händelser

### Januari
- 14 januari – Kristinehamn blir stad genom att hertig Karl (IX) utfärdar stadsprivilegium för Broo (Bro).[1]

### Februari
- 6 februari – Hudiksvall får stadsprivilegier.[2]

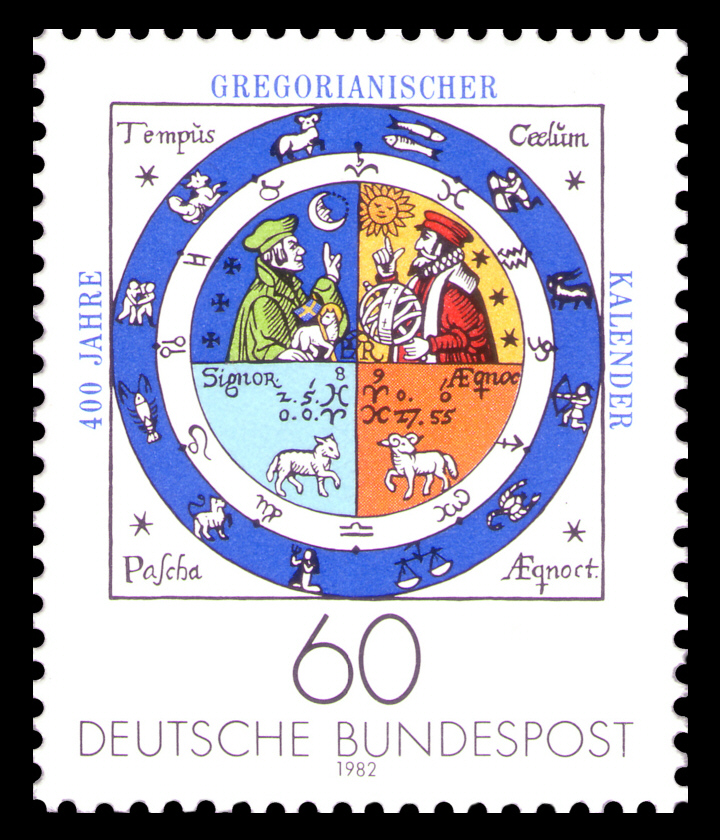
Gregorianska kalendern.

- 24 februari – Det bestäms att den Gregorianska kalendern skall införas och ersätta den Julianska kalendern i Rom, senare under hösten. Den 4 oktober blir där den sista dagen i den julianska kalendern och följs av den 15 oktober, som blir den första dagen i den gregorianska kalendern.

### Juni
- 21 juni – Honnō-ji-incidenten inträffar i Kyoto, Japan.

### Oktober
- 4 oktober (GS; torsdag) - Flera stater på Apenninska halvön, Portugal och Spanien gör kommande dag till fredag, 15 oktober i den gregorianska kalendern, och hoppar över 10 dagar. Andra stater följer vid olika datum.[3]

### December
- 9 december i Julianska kalendern (söndag) – Frankrike och Lorraine gör kommande dag till måndag, 20 december i den gregorianska kalendern.[3]
- 25 december (NS) – Gregorianska kalendern införs i Luxemburg, Zeeland och Brabant.[3]

### Okänt datum
- Flavius Ursinus publicerar "On Embassies".[4]
- Nordens möjligen första sångbok, Piae cantiones, med 74 sånger, trycks i Greifswald.
- Hertig Karl (IX):s självständiga skatte- och privilegiepolitik i hans hertigdöme inskränks av Johan III genom den så kallade Stockholmsstadgan.

## Födda
- 26 januari – Giovanni Lanfranco, italiensk målare under barocken.
- 17 oktober – Johann Gerhard, tysk luthersk teolog.
- Elizabeth Jane Weston, engelsk författare.

## Avlidna
- 5 maj – Charlotte de Bourbon-Montpensier, furstinna av Oranien.
- 4 oktober – Teresa av Ávila, spansk nunna, mystiker och helgon.
- December – Elizaveta Ostrogska, polsk furstinna och arvtagare.

### Fotnoter
1. ↑  ”Filipstads gille”. Filipstadsgille.se. http://www.filipstadsgille.se/index.php?p=galleri&album=99. Läst 4 juli 2011.
2. ↑  ”Delsbo Online”. Delsboonline.se. 21 april 2008. Arkiverad från originalet den 12 juli 2011. https://web.archive.org/web/20110712031542/http://www.delsboonline.se/empty_77.html. Läst 4 juli 2011.
3. 1 2 3  ”Adoption of the Gregorian calendar”. Sizes.com. http://www.sizes.com/time/cal_Gregadoption.htm. Läst 4 juli 2011.
4. ↑  Polybius: "The Rise Of The Roman Empire", Page 36, Penguin, 1979.